# Скворцов, Константин Алексеевич
Константи́н Алексе́евич Скворцо́в (15 марта 1915, Верхний Адымаш, Царевококшайский уезд, Казанская губерния, Российская империя — 19 июля 1962, Йошкар-Ола, Марийская АССР, РСФСР, СССР) — марийский советский партийный и государственный деятель. Председатель Верховного Совета Марийской АССР IV созыва (1955—1956). Второй секретарь Марийского обкома КПСС (1952—1955). Член ВКП(б) с 1939 года.

## Биография
Родился 15 марта 1915 года в дер. Верхний Адымаш ныне Моркинского района Марий Эл в бедной крестьянской семье.
В 1934 году окончил Сернурский педагогический техникум. В 1935—1937 годах был заведующим отделом Моркинского райкома ВЛКСМ. В 1938—1942 годах — уполномоченный, начальник Главного управления по делам литературы и издательств Марийской АССР. Заступил на партийную работу: в 1942—1945 годах — помощник 1-го секретаря, с 1948 года  —заведующий отделом пропаганды и агитации, с 1949 года — секретарь, в 1952—1955 годах — 2-й секретарь Марийского обкома ВКП(б). В 1948 году окончил Высшую партийную школу при ЦК ВКП(б).
С 1951 по 1959 годы был депутатом Верховного Совета Марийской АССР, в 1955—1956 годах — Председатель Верховного Совета Марийской АССР IV созыва.
Известен как марийской литератор 1930-х годов: писал прозаические произведения под псевдонимом Шырчык Кости (например, повесть «Эчей и Зоя»). 
Его партийно-государственная деятельность отмечена орденом Трудового Красного Знамени. 
Скончался 19 июля 1962 года в Йошкар-Оле. 

## Память
Именем Председателя Верховного Совета Марийской АССР К. В. Скворцова названа улица в его родной деревне Верхний Адымаш в Моркинском районе Марий Эл.

## Награды
- Орден Трудового Красного Знамени (1951)
- Медаль «За доблестный труд в Великой Отечественной войне 1941—1945 гг.»